# 炭素爆発
炭素爆発（たんそばくはつ、英語ではCarbon detonation）は、Ia型超新星爆発を起こす死んだ白色矮星が、再点火して激しく熱核融合反応を起こす現象である。
連星系を構成する伴星が、大量の物質を転移できるほど白色矮星に十分近く、伴星の進化の最終段階で自身が追い出されるような時に起こる。
伴星が白色矮星に十分な物質を供給すると、白色矮星の内圧と温度は、核にある未融合の炭素が融合できるほどに高くなる。炭素爆発は、降着した物質が白色矮星の質量を、おおよそ太陽質量の1.4倍のチャンドラセカール限界近くまで押し上げる際に起こる。
コンピュータシミュレーションによって、核融合の前線は乱れ、レイリー・テイラー不安定性を示す泡状に広がることが示されている。不安定な融合の前線の乱れはぼろぼろになり、ぼろぼろになった表面は急速に燃焼する。この急速な燃焼は、矮星の表面を爆発させ、Ia型超新星として観測される。